# Nadace pruského kulturního dědictví
Nadace pruského kulturního dědictví (německy Stiftung Preußischer Kulturbesitz, SPK) je německá federální vládní organizace, která řídí 27 muzeí a kulturních organizací v Berlíně a jeho okolí. Její působnost zahrnuje všechna berlínská státní muzea, Berlínskou státní knihovnu, Pruský tajný státní archiv a řadu ústavů a výzkumných center. Jako taková je jednou z největších kulturních organizací na světě a také největším kulturním zaměstnavatelem v Německu s přibližně 2000 zaměstnanci v roce 2020. V roce 2019 navštívily její muzea více než čtyři miliony lidí.
SPK byla založena v roce 1957 s posláním získávat a uchovat kulturní dědictví bývalého Pruska. Jeho současné aktivity zahrnují ochranu a péči o muzejní sbírky a pokračování akademického a vědeckého výzkumu s cílem podpořit výzkum a porozumění mezi různými národy.
V červenci 2024 byla Marion Ackermannová, do té doby zodpovědná za Staatliche Kunstsammlungen Dresden, řídícím orgánem nadace vybrána jako nová předsedkyně (prezidentka) SPK s nástupem od června 2025.

## Založení
Během druhé světové války byly kulturní artefakty v Prusku, zejména v Berlíně, stále více ohroženy. Na ochranu před spojeneckým bombardováním byly od roku 1941 miliony předmětů evakuovány do relativního bezpečí v klášterech, na hradech a opuštěných dolech po celém Německu. Po pádu Třetí říše v roce 1945 bylo mnoho z těchto sbírek poškozeno, zničeno nebo zůstalo nezvěstných v jednotlivých spojeneckých okupačních zónách. Když byl v roce 1947 zrušen Svobodný stát Prusko, všechny bývalé pruské instituce oficiálně zanikly, což Prusku patřící artefakty ještě více ohrozilo. Když se potom Německo rozdělilo na západní a východní část, bylo to, co zůstalo z budov a rozptýlených sbírek, odděleno železnou oponou.
Nadace pruského kulturního dědictví byla založena v roce 1957 na základě ústavního mandátu západoněmecké vlády s cílem najít a uchovat sbírky, které byly uloženy v bývalých západních okupačních zónách. V roce 1961 začaly snahy o přesun těchto materiálů do Západního Berlína. Od poloviny 60. let 20. století byla v Kulturforu postavena řada modernistických budov, které sloužily jako nový domov pro tyto sbírky; patří sem Gemäldegalerie, Nová národní galerie a Berlínská státní knihovna. Po znovusjednocení Německa v roce 1990 se role nadace značně rozšířila a zahrnula mnoho z nejdůležitějších kulturních památek bývalého východního Německa. Nejdůležitějšími úkoly současnosti jsou konsolidace sbírek, rekonstrukce fyzického prostoru, konzervace a restaurování a provenienční výzkum.
S tím souvisí i řešení případů uměleckch děl ukradených nacisty. V roce 2012 nadace oznámila restituci čtyř obrazů dědicům profesora Curta Glasera, historika umění a sběratele, kterého nacisté pronásledovali kvůli jeho židovskému původu. Jednalo se o tato díla: Dívky na pláži od Edvarda Muncha (mezzotinta), a dále dřevoryty Venkovská zábava a Modlitba starce a lept Smrt a žena od Ernsta Ludwiga Kirchnera.
Nadace pruského kulturního dědictví byla žalovanou stranou v případu welfského pokladu. U soudu argumentovala, že prodej pokladu konsorciem židovských obchodníků Hermannu Göringovi nebyl proveden pod nátlakem a že žalobu by neměl projednávat soud ve Spojených státech, protože Německo je chráněno zákonem o imunitě zahraničních panovníků.
30. ledna 2025 schválil Spolkový sněm reformu SPK. Návrh podpořily strany SPD, CDU/CSU, Bündnis 90/Die Grünen a FDP. Reforma zavádí významné strukturální změny, včetně kolegiální rady s až sedmi členy namísto jednoho prezidenta, snížení počtu členů rady z 20 na 9 a větší finanční autonomii nadace. Vedoucí pozice budou navíc dočasné a jmenování zaměstnanců státní správy výjimečná. Nadace také nebude mít právo samostatně měnit svůj název a případné fúze se soukromými nadacemi, budou vyžadovat schválení kulturního i rozpočtového výboru Spolkového sněmu. Zákon má vstoupit v platnost 1. prosince 2025.
V roce 1980 se sídlo nadace přestěhovalo do historické budovy na adrese Von-der-Heydt-Straße 16. Von der Heydtova vila byla postavena v letech 1860 až 1862 v novorenesančním slohu architektem Hermannem Endem pro barona Augusta von der Heydta, který byl ministrem financí za Otty von Bismarcka v posledním pruském kabinetu před založením Německé říše v roce 1871.

## Seznam předsedů
- 1967–1977 Hans-Georg Wormit
- 1977–1998 Werner Knopp
- 1999–2008 Klaus-Dieter Lehmann
- 2008–2025 Hermann Parzinger
- 2025– Marion Ackermannová